# Energy (chaîne de télévision)
Energy est une chaîne de télévision espagnole, visant un public masculin, appartenant au groupe Mediaset España. Elle remplace Canal+ 2 sur le multiplex de Cuatro.

## Historique

### Le projet
Après la fusion avec Cuatro, le groupe Mediaset España Comunicación a décide de fermer la chaîne CNN+. Le groupe a ensuite créée Gran Hermano 24 horas et La Tienda en Casa temporairement, jusqu'à ce que le groupe Mediaset España Comunicación lance la chaîne Xtra.
En novembre 2011, le groupe renomme le projet de la chaîne Energy

## Organisation

### Capital
Energy appartient à 100 % au groupe Mediaset España Comunicación dont le capital est détenu à 50,13 % par Mediaset, à 36,87 % par Free-Float et à 13 % par le groupe Vocento.

## Programmes
La programmation de Energy sera composé de séries, de films, de divertissements et autres. Elle sera composée de programmes visant un public masculin.

## Audiences
La chaîne est destinée à faire face à la chaîne Mega, du groupe Atresmedia.

## Diffusion
La chaîne sera diffusée dans un premier temps sur la TDT. Elle sera progressivement disponible chez les autres opérateurs câble, satellite et ADSL.

## Annexe